# 大田区コミュニティバス
大田区コミュニティバス（おおたくコミュニティバス）は、東京都大田区が矢口・下丸子地域で運行するコミュニティバス。愛称は「たまちゃんバス」。2009年10月11日に運行開始。運行は東急バス池上営業所に委託している。東急多摩川線武蔵新田駅停留所を起終点とする1路線が運行されている。

## 概要
大田区では初めて、かつ現在まで唯一のコミュニティバスであり、交通不便な矢口・下丸子地域を運行する。土曜・休日も同じダイヤで毎日18便、1台のバスで片回り循環運行する。14か所の停留所を持つ全長6.8キロメートルの路線を約37～40分で一周する。東急バス社内での路線名は「下丸子循環線」である。
大田区から赤字補填の補助金を受けて運行しており、2021年（令和3年）度の収支は、約680万円の収入に対して事業費は約1670万円（収支率40.7%）であった。

### 愛称の由来
「たまちゃん」とは、2002年8月に大田区内の運行ルート付近の多摩川丸子橋に出没して話題になったアザラシである。車体と車内にはアザラシ「たまちゃん」のイメージキャラクターがラッピングされている。「たまちゃんバス」の愛称とイメージキャラクターのイラストは、矢口地域の区民からの公募で選定された。
大田区は平成29年度（2017年度）、イメージキャラクター「たまちゃん」のデザインを商標登録した。イラストの使用には区への申請と許可が必要となり、使用目的は矢口地域の活性化やプロモーションに関わる場合に限られる。

## 沿革
- 2009年10月11日 - 試行運行開始[1]。
- 2010年3月11日 -「千鳥三丁目公園」停留所を廃止[8]。
- 2014年4月1日 - 一部の経路を延長して「矢口三丁目」停留所を新設[9]。
- 2018年3月23日 - 大田区・東急バス・沿線自治会代表者らが参加する「第4回大田区コミュニティバス等検討会議（矢口地域）」において、試行運行から本格運行への移行条件と継続条件を以下のとおり決定した[2]。

1. 試行運行は2019年（平成31年）度までとする。
2. 本格運行への移行条件および継続条件を収支率50%以上とする。

- 2019年7月9日 - 平成30年度の収支率が50.4%となり上記の条件を達成したため、第6回検討会議で本格運行に移行した[2]。
- 2019年10月1日 - 消費税の増税に伴い、運賃を大人150円から160円に改定した[2]。
- 2021年4月10日 - 東急バスでのバス得（バス利用特典サービス）制度終了に伴い、この日を最後に大田区コミュニティバスでのバス得の付与・取り扱いを終了。
- 2024年5月7日 - 車両をEV（電動）バスに更新[10]。

## 運行内容

### 運賃
運賃と支払方法は以下のとおり。
- 全区間均一前払い：大人（中学生以上）160円・小児80円
  - 現金の他にPASMO・Suica、東急バスIC一日乗車券、たまちゃんバス専用回数券も利用できる。
    - たまちゃんバス専用回数券は、車内・大田区矢口特別出張所・東急バス池上営業所で購入できる。

  - 東急バス定期券、東京都シルバーパスは利用できない。
  - 障がい者（児）は、手帳の提示により運賃が半額になる。
  - 乗降方式は、区内の東急バス一般路線と同様に前乗り後降りで運賃前払い。

## 路線
東急多摩川線武蔵新田駅を起終点として、矢口地域を片回り循環する1路線のみが運行されている。
コミュニティバス選定地域として検討段階では、矢口地域の他に南馬込、西蒲田、久が原、池上、中馬込、糀谷、田園調布などの地域も候補に挙がったが、実現には至っていない。

### 現行路線
- 武蔵新田駅→下丸子駅入口→オリンピック下丸子店前→キヤノン本社通用門前→白洋舎前→ガス橋二十一世紀桜→矢口中学校→下丸子図書館入口→稲葉製作所前→延命寺前→矢口三丁目→矢口特別出張所入口→矢口小学校→池上八丁目→武蔵新田駅

## 車両

### 初代

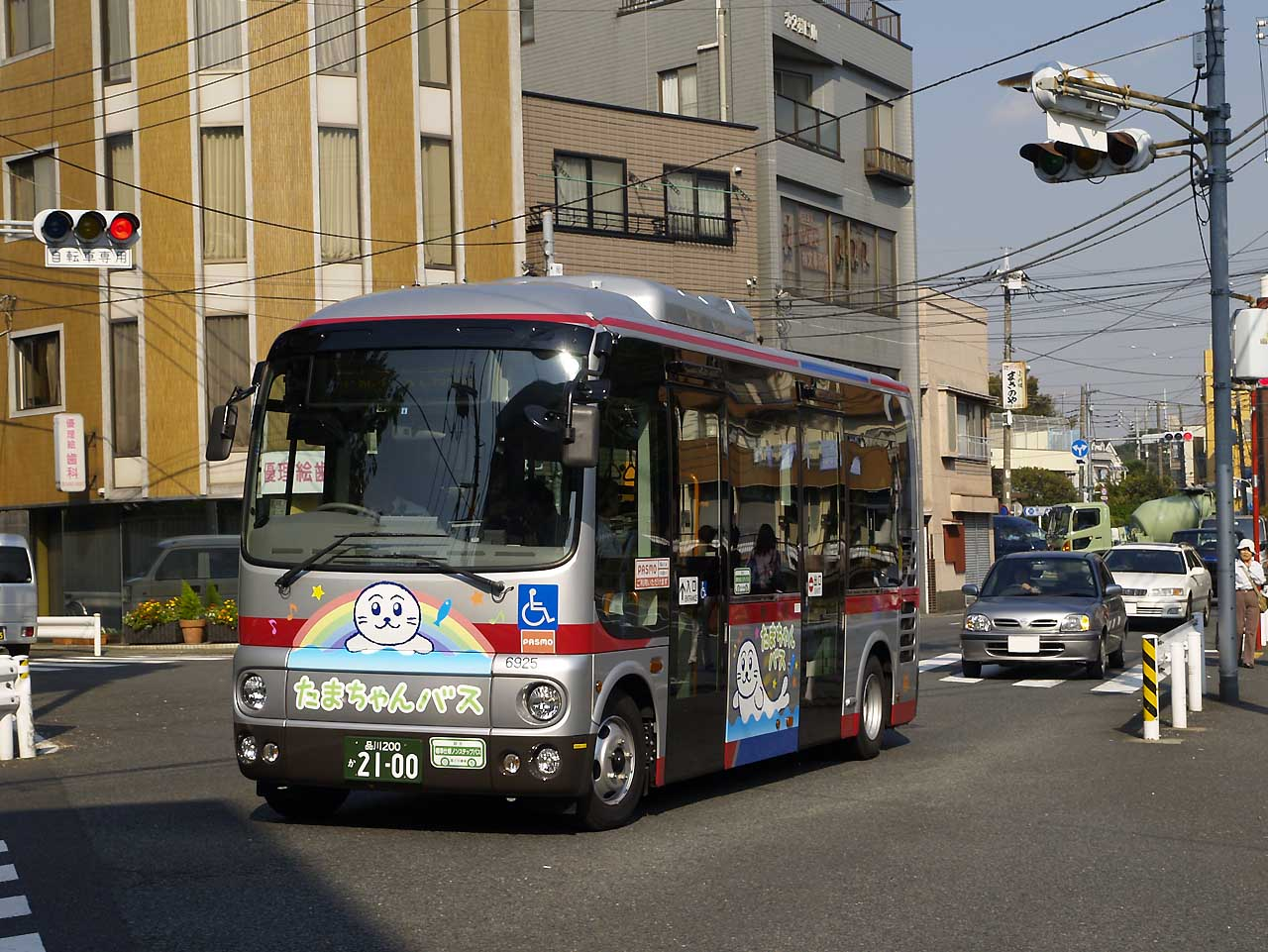
初代の車両（2009年撮影）

2009年の試行運行開始と同時に小型ノンステップバスの日野・ポンチョ（2代目・2ドアロングボディ）の専用車両（I6925号車、BDG-HX6JLAE）が1台用意された。東急バスカラー（ノンステップバスを示す青線入り）に、イメージキャラクター「たまちゃん」のイラストがラッピングされている。
この車両は東急バスで初の2ドアロングボディのポンチョで、東急バスカラーの2代目ポンチョ導入としても初となる。東急バスでは2008年より2代目ポンチョが導入開始されたが、ハチ公バスで2008年に導入された2代目ポンチョは、全面ラッピング車で1ドアショートボディであった。その後、2012年に世田谷区「タマリバーバス」で、東急バスカラー+シンボルマークのイラストの2ドアロングボディ車が導入されている。

### 2代目
初代の車両が令和6年（2024年）度に耐用年数を迎えることを契機に、脱炭素社会を目指す取組として、たまちゃんバスのEVバス化が大田区の令和5年度予算に盛り込まれ、2024年5月7日からEVバス（I6390号車）での運行を開始した。ただし車両整備などの場合は、代車（中型バス）での運行となる。